# Álvaro Afonso
Álvaro Afonso (fl. c. 1440/1471) foi um poeta e compositor português do início do Renascimento.

## Biografia

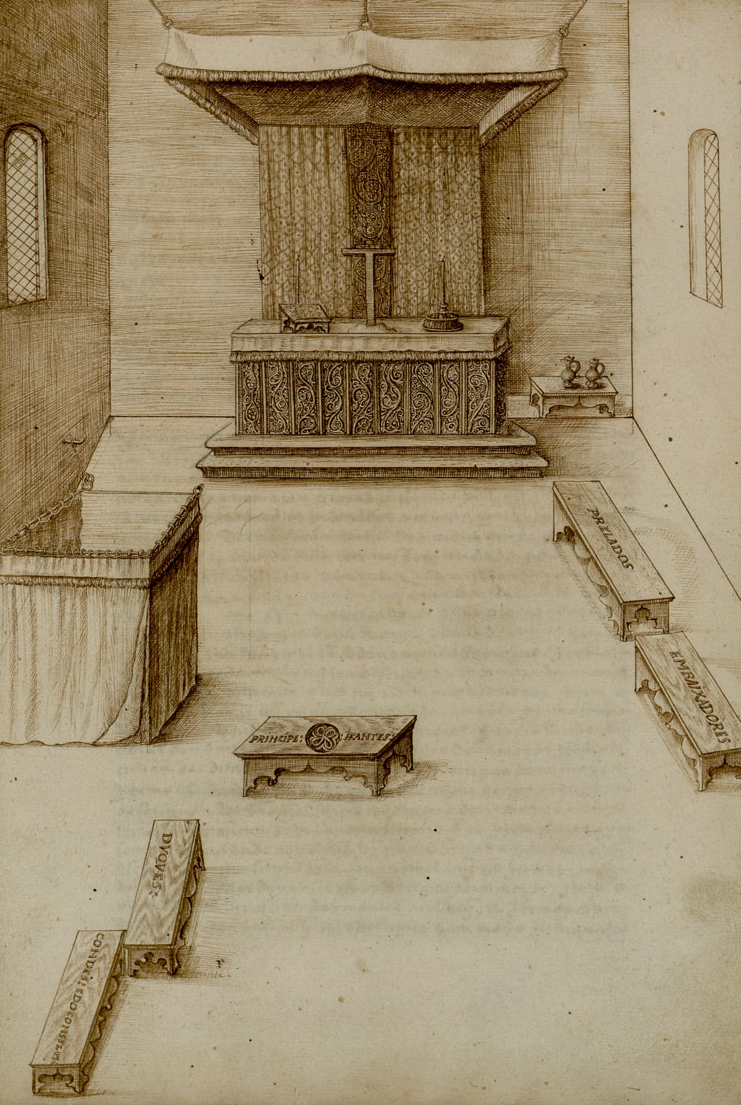
Desenho do aspeto da Capela Real Portuguesa no tempo de Afonso V

Álvaro Afonso foi um licenciado que surge inicialmente como cantor de Pedro de Portugal, 1.º Duque de Coimbra durante o período em que este foi regente (1439 e 1448). Desta fase chegou à atualidade um fragmento de uma composição poética da sua autoria transcrita no Cancioneiro da Vaticana:
| Luís Vasques, depois que parti Dessa cidade tão boa, Lisboa, Achei tal encontro que digo per mim Que som já desfeito e jaço à toa, Acerca de Sintra, ó pé desta serra, Vi hũa serrana que bradava guerra: «Vós treedes comigo, decê-vos a terra, Pois ora lá tangem e cá ora soa!» Pero de sa vista eu fosse espantado Qual me ela pareceu tão ressanhuda […] |

Tornou-se mestre de capela na Capela Real de D. Afonso V, ocupando o cargo em data desconhecida entre 1440 e 1449. Em 1452 foi enviado à corte de Henrique VI de Inglaterra para copiar o cerimonial litúrgico da sua capela. Da sua obra musical sabe-se que fez parte um ofício de cantochão que compôs em 1471 para as celebrações da conquista de Arzila que em na primeira metade do século XVIII se preservava num manuscrito na biblioteca do infante D. Pedro mas que não sobreviveu até à atualidade.

## Obra
- Vesperae, Matutinum, & Laudes cum Antiphonis, & figuris musicis de inclyta, ac miraculosa Victoria in Africa parta ad Arzillam (1471)[2][3]
- "Pergunta que fez Álvaro Afonso, cantor do senhor infante, a um escolar" ("Luís Vasques, depois que parti")[1]